# Hrabstwo New Madrid
Hrabstwo New Madrid (ang. New Madrid County) – hrabstwo w stanie Missouri w Stanach Zjednoczonych. Obszar całkowity hrabstwa obejmuje powierzchnię 698,02 mil2 (1 808 km²). Według danych z 2010 r. hrabstwo miało 18 956 mieszkańców. Hrabstwo powstało 1 października 1812 roku, a jego nazwa pochodzi od dystryktu Nuevo Madrid założonego w tym rejonie podczas hiszpańskiego panowania nad tymi ziemiami, na cześć Madrytu – stolicy Królestwa Hiszpanii.

## Sąsiednie hrabstwa
- Hrabstwo Scott (północ)
- Hrabstwo Mississippi (północny wschód)
- Hrabstwo Fulton (Kentucky) (wschód)
- Hrabstwo Lake (Tennessee) (południowy wschód)
- Hrabstwo Pemiscot (południe)
- Hrabstwo Dunklin (południowy zachód)
- Hrabstwo Stoddard (zachód)

## Miasta i miejscowości
- Canalou
- Catron
- Gideon
- Howardville
- Lilbourn
- Marston
- Matthews
- Morehouse
- New Madrid
- North Lilbourn (wioska)
- Parma
- Portageville
- Risco
- Sikeston
- Tallapoosa